# Masaharu Homma
Masaharu Homma (Japans: 本間雅晴, Honma Masaharu) (Sado, 27 november 1887 - Los Baños, 3 april 1946) was de Japanse luitenant-generaal (陸軍中将, Rikugun Chūjō) die aan het hoofd stond van de Veertiende Legergroep van het Japanse Keizerlijke Leger. Hij werd belast met de verovering van de Filipijnen tijdens de Tweede Wereldoorlog. 
Homma had lange tijd in het Verenigd Koninkrijk doorgebracht als militair attaché. Hij stond bekend als prowesters en werd hierom ook bekritiseerd. In 1937 had Homma als rechterhand van prins Chichibu Duitsland bezocht en Hitler ontmoet. Daarna werd hij op Taiwan gestationeerd, alvorens hij het bevel kreeg over het 14e Japanse Leger dat belast werd met de verovering van de Filipijnen. Homma respecteerde de Filipijnse cultuur en eiste van zijn manschappen dat zij de bevolking met respect behandelden. Het gebrek aan vooruitgang bij de verovering van de Filipijnen alsmede het feit dat de Amerikanen zich op Bataan en Corregidor in een verdedigende stelling konden terugtrekken werd hem echter door zijn superieuren bijzonder kwalijk genomen, en hij stond onder enorme druk om Corregidor te veroveren. 
Hij was in 1942 verantwoordelijk voor de Dodenmars van Bataan die ongeveer 72.000 tot 75.000 Amerikaanse en Filipijnse soldaten moesten lopen. De soldaten werden gedwongen tot deze tocht nadat ongeveer 75.000 geallieerde manschappen onder leiding van generaal-majoor Edward P. King zich op 9 april 1942 overgaven op de Filipijnen. De meeste soldaten stierven onderweg door mishandeling en ziektes als dysenterie, malaria en darmontsteking, alsmede door gebrek aan water en voedsel. Wie niet meer verder kon werd ter plekke neergeschoten. Door het opzetten van deze tocht kreeg Homma de bijnaam Beest van Bataan.
Het Japanse opperbevel was ontevreden omdat hij niet agressief genoeg zou hebben geopereerd en te veel zou hebben getreuzeld. In 1943 werd hij met pensioen gestuurd en leefde tot zijn arrestatie in afzondering in Japan.
In september 1945 werd Homma door de Amerikaanse bezettingsautoriteiten gearresteerd en aan de Filipijnen uitgeleverd, waar hij terecht moest staan vanwege 48 verschillende aanklachten, alle samenhangend met de misstanden rondom de verovering van Bataan en Corregidor. Zelf zou hij later aanvoeren ten processe dat hij volledig in beslag werd genomen door de verovering van Corregidor en niets van de wreedheden wist, ook al hadden de gevangenen op slechts 150 m afstand zijn hoofdkwartier voorbijgelopen. Ook hadden de Japanners niet gerekend op zoveel krijgsgevangenen. Homma's proces werd bekritiseerd, zo zou geen enkelen van zijn zes advocaten enige ervaring met strafrecht hebben, en stond de uitkomst van tevoren al vast. Ook een verzoek van Homma's vrouw aan MacArthur om het doodvonnis te herzien mocht niet baten. 
Na de oorlog werd Homma op zijn beurt door de Amerikanen gevangengenomen, veroordeeld en op 3 april 1946 gefusilleerd. MacArthur werd ervan beschuldigd dat het proces en de executie een wraakneming waren voor de grootste militaire nederlaag uit zijn loopbaan en de Amerikaanse geschiedenis, maar MacArthur verdedigde zich dat er geen enkel excuus was voor massamoord, al helemaal niet onder militaire autoriteit of voorwendselen.

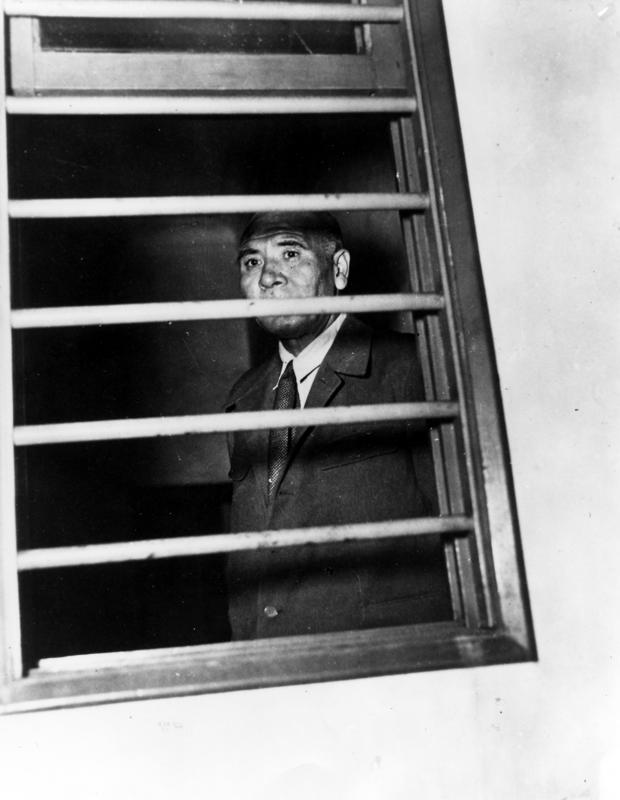
Generaal Masahara Homma, Japanse commandant tijdens de Dodenmars van Bataan, in de gevangenis, alvorens te worden berecht door het internationaal militair tribunaal voor het verre oosten.

## Militaire loopbaan
- Tweede luitenant (少尉 Shōi), Japanse Keizerlijke Leger: mei 1907[2]
- Eerste luitenant (中尉 Chūi), Japanse Keizerlijke Leger: november 1907
- Kapitein (大尉 Taii), Japanse Keizerlijke Leger: 1915
- Majoor (少佐 Shōsa), Japanse Keizerlijke Leger: augustus 1922
- Luitenant-kolonel (中佐 Chūsa), Japanse Keizerlijke Leger: augustus 1926
- Kolonel (大佐 Taisa), Japanse Keizerlijke Leger: 1 augustus 1930[3]
- Generaal-majoor (少将 Shōshō), Japanse Keizerlijke Leger: 1 augustus 1935[3]
- Luitenant-generaal (中将 Chūjō), Japanse Keizerlijke Leger: 15 juli 1938[3]

## Decoraties
- Grootlint in de Orde van de Rijzende Zon op 29 april 1940
- Military Cross[4]
- Orde van Verdienste van de Duitse Adelaar op 18 januari 1940